# Dealer (1999)
Dealer ist ein deutscher Film von Thomas Arslan aus dem Jahr 1999. Er ist der zweite Teil von Arslans „Berlin-Trilogie“, zu der außer Geschwister – Kardeşler (1997) der Film Der schöne Tag (2001) gehört. Die Filmreihe fängt das Leben junger türkischstämmiger Menschen der zweiten und dritten Generation in der Hauptstadt ein. Produziert wurde Dealer wie die anderen Teile für die ZDF-Reihe Das kleine Fernsehspiel.

## Handlung
Der Film zeigt den kleinkriminellen Can, einen Dealer, der sich mehr schlecht als recht durchschlägt, und seine vergeblichen Bemühungen, dem für seine junge Familie unangemessenen Milieu zu entkommen. Can wird schließlich von seiner Frau mit seiner Tochter verlassen, wird verhaftet und ins Gefängnis gesteckt.

## Auszeichnungen
- Berlin International Film Festival 1999:
  - FIPRESCI Prize Forum of New Cinema
  - Prize of the Ecumenical Jury Forum of New Cinema

## Kritik
„Eine fern jeder äußeren Dramatik präzise entwickelte existentialistische Geschichte, die sehr differenziert die Situation eines Menschen vor Augen führt, dem alle Bindungen und (Lebens-)Ziele verloren gehen.“